# Sainte-Radégonde-des-Noyers

Sainte-Radégonde-des-Noyers este o comună în departamentul Vendée, Franța. În 2009 avea o populație de 780 de locuitori.